# Groblice
Groblice (niem. Grebelwitz) – wieś w Polsce, w województwie dolnośląskim, w powiecie wrocławskim, w gminie Siechnice.
Przez miejscowość przebiega droga krajowa DK94.

## Nazwa
9 września 1947 r. ustalono polską nazwę miejscowości – Groblice.

## Administracja
W latach 1954–1968 wieś należała i była siedzibą gromady Groblice, po jej zniesieniu, należała do gromady Marcinkowice. W latach 1975–1998 miejscowość należała administracyjnie do województwa wrocławskiego.

## Historia
W 1933 r. w miejscowości mieszkało 401 osób, a w 1939 roku – 452 osoby.
W 2007 r. w miejscowości mieszkało 312 osób, a w 2009 roku – 327 osób.